# Wenkenhof

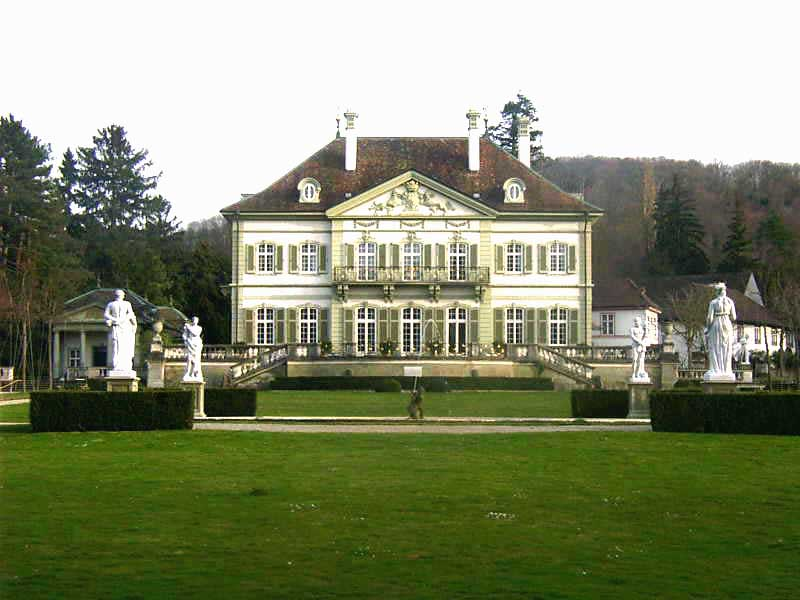
Ansicht des «neuen» Wenkenhofs vom französischen Barockgarten (nach André Le Nôtre) aus betrachtet

Der Wenkenhof oder kurz Wenken ist die Bezeichnung für zwei am östlichen Ortsrand der schweizerischen Gemeinde Riehen bei Basel gelegene Villen, den «Alten» und den «Neuen» Wenken, samt umgebender grosser Parkanlagen (Wenkenpark). Das Anwesen ist im Schweizerischen Inventar der Kulturgüter von nationaler und regionaler Bedeutung aufgelistet. Der rund 6,3 Hektar umfassende Park hat eine etwa 4 Hektar grosse zentrale Wiesenfläche.
Die das Anwesen umgebende Parkanlage wurde mitunter vom französischen Hofgartengestalter André Le Nôtre konzipiert und zählt als eines der ersten Beispiele des französischen Barockgartens (jardin à la française) in der Schweiz.

## Geschichte

### Alter Wenkenhof

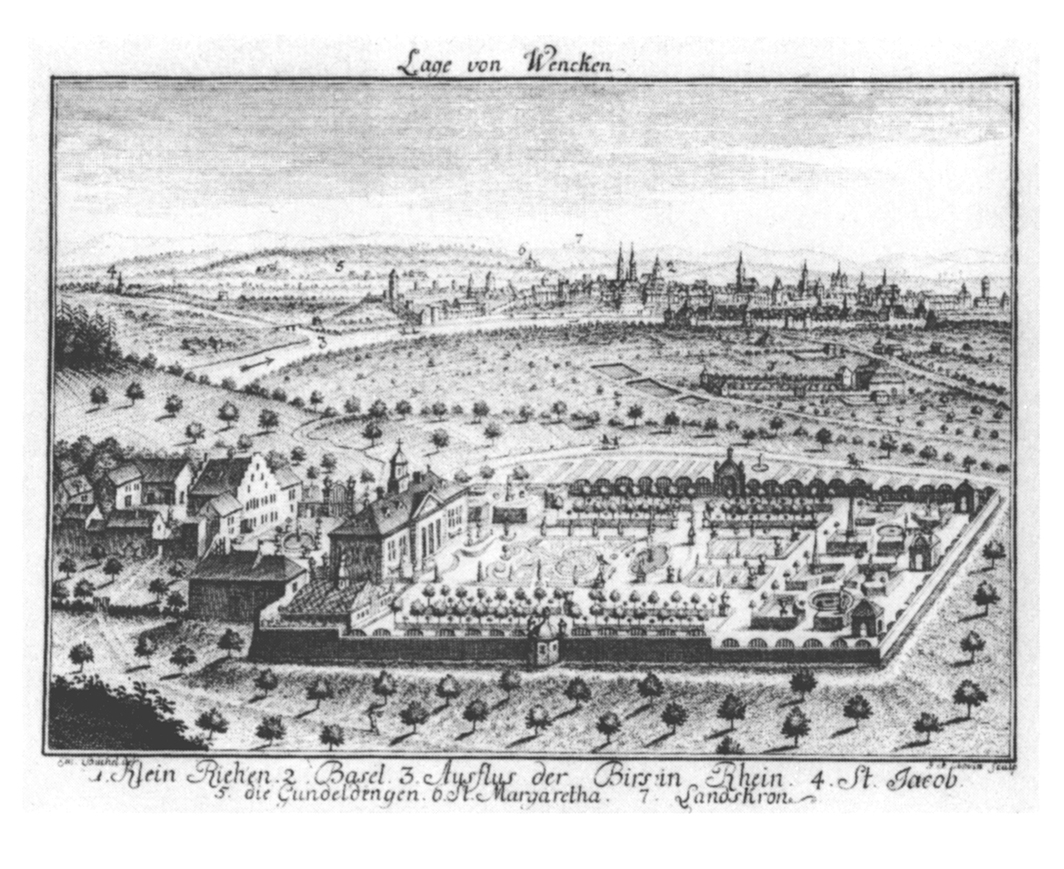
Der Wenken, ein Kupferstich von Emanuel Büchel, 1750

Der Alte Wenkenhof entstand als Dinghof schon im Frühmittelalter an einem Hanggelände oberhalb der Aue des Flüsschens Wiese. Erstmals urkundlich bezeugt ist er als «Wahinhofen» im Jahr 751, also zur Zeit Karls des Grossen, über 300 Jahre vor der Ersterwähnung des Ortes Riehen. Im Jahr 1113 werden Riehen und der Hof («Wahinkofen») in einer Schenkung des Adligen Walcho von Waldeck an das Kloster St. Blasien erwähnt. Nachdem Riehen ab 1522 der Stadt Basel zugehörte, ging der Hof in den privaten Besitz von Johann Jacob Beck (1563–1639) über und wurde Gutshof. Nach 1600 sind bauliche Änderungen belegt. Aus der Zeit seines Schwiegersohnes, Onophrion Merian (1593–1665), der das Gut 1639 übernahm, ist eine getäferte Stube erhalten.
1657 ging der Alte Wenkenhof in den Besitz von Balthasar Graf (* 1605) über, der jedoch bereits 1658 wegen Ehebruch zur Strafe auf eine Galeere verbannt wurde. Es folgten mehrere Besitzerwechsel, bis 1714 Christoph Burckhardt-Merian die Gutsanlage erwarb und das Gelände vergrösserte.
Johann Jakob Merian liess die Ökonomiegebäude des Alten Wenken umbauen und ein heute noch bestehendes Wäldchen an der Bettingerstrasse anlegen. Im späten 18. Jahrhundert entstand das Pächterhaus (es war zeitweise ein selbständiger Bauernhof) und weitere Ökonomiebauten.
Im Alten Wenken wohnte ab 1903 bis zu seinem Tod der Historiker und Staatsarchivar Rudolf Wackernagel. Er erforschte auch die Geschichte des Wenkenhofes. Nach dem Tod von Wackernagels Frau 1931 kaufte Clavel den Alten Wenken hinzu und konnte dadurch die Parkanlage nach Osten erweitern.
1932 schenkte das Ehepaar Clavel den Alten Wenkenhof der Einwohnergemeinde der Stadt Basel, die ihn und das Pächterhaus 1934 renovierte und als Ensemble unter Denkmalschutz stellte.

### Neuer Wenkenhof

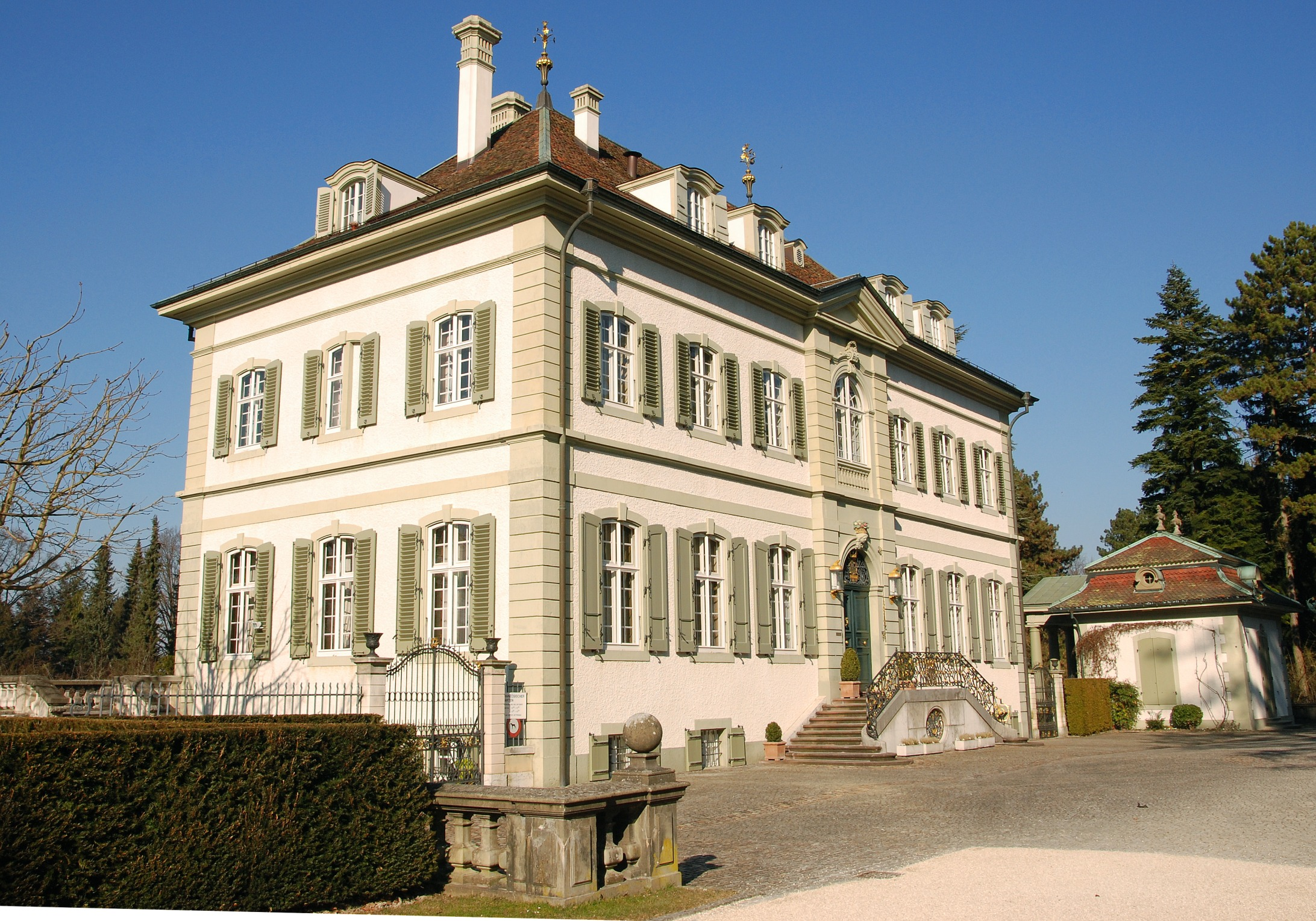
Ansicht auf die Eingangsfront des «neuen» Wenkens, nach Vorbild des ehemaligen Trianon de porcelaine in Versailles

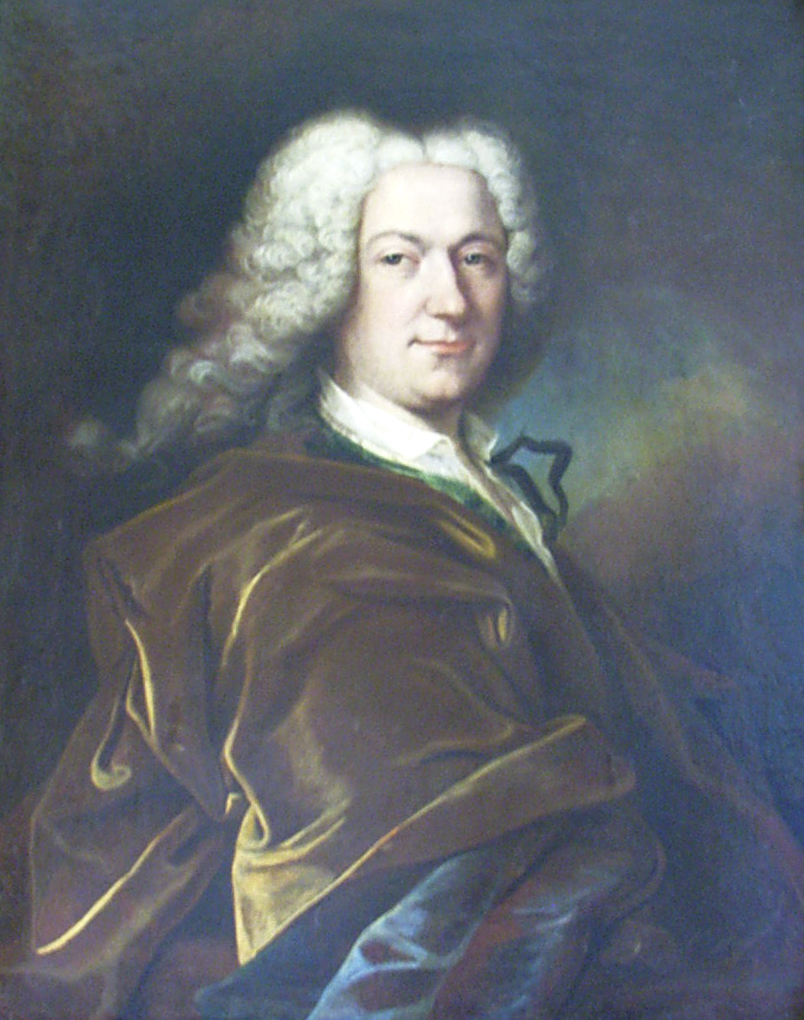
Johann Heinrich Zaeslin

1735 wurde das talseitig dem Wenkenhof vorgelagerte Gelände von Johannes Zäslin erworben. Er liess sich dort 1736, vermutlich von dem Karlsruher Baumeister Johann Carl Hemeling († 1737), eine eingeschossige barocke Villa (den Neuen Wenken) als Sommersitz nach Vorbildern französischer Lusthäuser (vor allem dem «Trianon de porcelaine» im Schlosspark Versailles) errichten, zu der ein grosser, repräsentativer Barockgarten gehörte. Der Park, dessen Schöpfer nicht bekannt sind, wurde später mehrfach umgestaltet. 1801 übernahm Jakob Bischof-Merian den Wenkenhof. Er beauftragte den Basler Architekten Achilles Huber, den Barockgarten in eine Anlage im englischen Stil zu verändern. Das Wenkengut blieb nach Zäslins Tod zum Teil bis 1931 in Besitz der mit ihm verwandten Familien Merian, Bischoff und Burckhardt.
Da der Neue Wenken nur für Veranstaltungen gedacht war, besass er zunächst keine eigene Küche und Unterbringungsräumlichkeiten. Erst im Jahr 1860 wurde er im Empire-Stil nach Planungen des Architekten Johann Jakob Stehlin d. J. aufgestockt und umgebaut zu einem voll funktionsfähigen Wohnhaus. 1870 erbte Martin Burckhardt-Burckhardt den Neuen Wenken samt umgebenden Parkanlagen, er wurde ein eigenständiger, vom Alten Wenken getrennter Hof. Nachfolgender Besitzer war Eduard Burckhardt.
Nach Eduard Burckhardts Tod erwarb 1916/17 der Industrielle Alexander Clavel-Respinger den Neuen Wenken von der Witwe Eduard Burckhardts. Er liess den Bau durch den Berner Architekten Henry Berthold de Fischer von 1918 bis 1921 neubarock umbauen, unter Rückbau der Ergänzungen Stehlins. An der Zufahrt zur Cour d’honneur wurden 1922 zwei grosse Hirschfiguren aus vergoldetem Blei-Kunstguss auf den Pfeilern des Gittertores angebracht. Clavel liess anschliessend von 1925 bis 1930 nach Plänen des Landschaftsarchitekten Adolf Vivell eine Erweiterung des englischen Landschaftsparkes anlegen. Die Gebrüder Mertens erstellten im Auftrag der Clavels eine Bestandsaufnahme der Anlagen und restaurierten den französisch-barocken Gartenteil, von dem trotz der Anglisierung durch Achilles Huber noch einige regelmässige Grundstrukturen vorhanden waren, unter Beibehaltung des nordöstlichen anglisierten Parkbereiches. 1925 kam eine neue Reithalle hinzu. Nachdem 1931 Clavel auch den Alten Wenken gekauft hatte, konnte die Parkanlage nach Osten erweitert werden. 1932/33 erfolgte ein Umbau der dort als erhöhte «Loge» errichteten Pavillons in Form eines neubarocken Treillage-Gittergerüstes, 1933 ein neues Eingangstor. Gegenüber dem Tor, am Hang auf der westlichen Strassenseite, wurde bis 1957 eine Aussichtsterrasse mit Blick auf Basel und das Elsass, sowie im Laufe der 1950er Jahre eine westlich vorgelagerte nochmalige Parkerweiterung landschaftlicher Art angelegt.
1954 wurde die Alexander-Clavel-Stiftung errichtet, an die der Neue Wenkenhof mitsamt Barockgarten übereignet wurde, sodass der Neue Wenken seit 1969 in öffentlichem Besitz ist. Der Barockgarten ist seit 1983 an mehreren Sonntagen im Jahr öffentlich zugänglich. Das Erdgeschoss der Villa wird für gesellschaftliche Anlässe vermietet.
Der Landschaftspark ist heute im Besitz der Gemeinde Riehen und jederzeit öffentlich zugänglich. Der Park wurde eine Stätte für Konzerte des «Stimmen»-Festivals. Ab 2004 begann eine gartendenkmalpflegerische Restaurierung des Landschaftsparks unter Nachpflanzung mehrerer Bäume (u. a. Lindenalleen, Koniferen).
Die Einwohnergemeinde Riehen erwarb die Reithalle. Sie dient seit 1980 als Veranstaltungsort, unter anderem für die jährlich im Juni abgehaltenen «Wenkenhofgespräche», einer mehrteiligen Veranstaltung für Fachleute und ein breiteres Publikum über aktuelle gesellschaftliche Themen. Der Anlass soll als Plattform für Diskussionen und zum Austausch von Ideen dienen.
Die Wenkenhofgespräche 2008 stehen unter dem Oberthema Artenvielfalt, Klimawandel und Zukunftsszenarien und bilden einen Teil des Ausstellungsprojektes «Blütenzeit». Diese Ausstellung führt die Gemeinde zusammen mit der Stiftung ProSpecieRara durch, das sich der Pflege und Erhaltung der Artenvielfalt von Tieren und Pflanzen einsetzt. 2006 wurde erstmals ein Opernfestival dort abgehalten.

## Der Alte Wenken

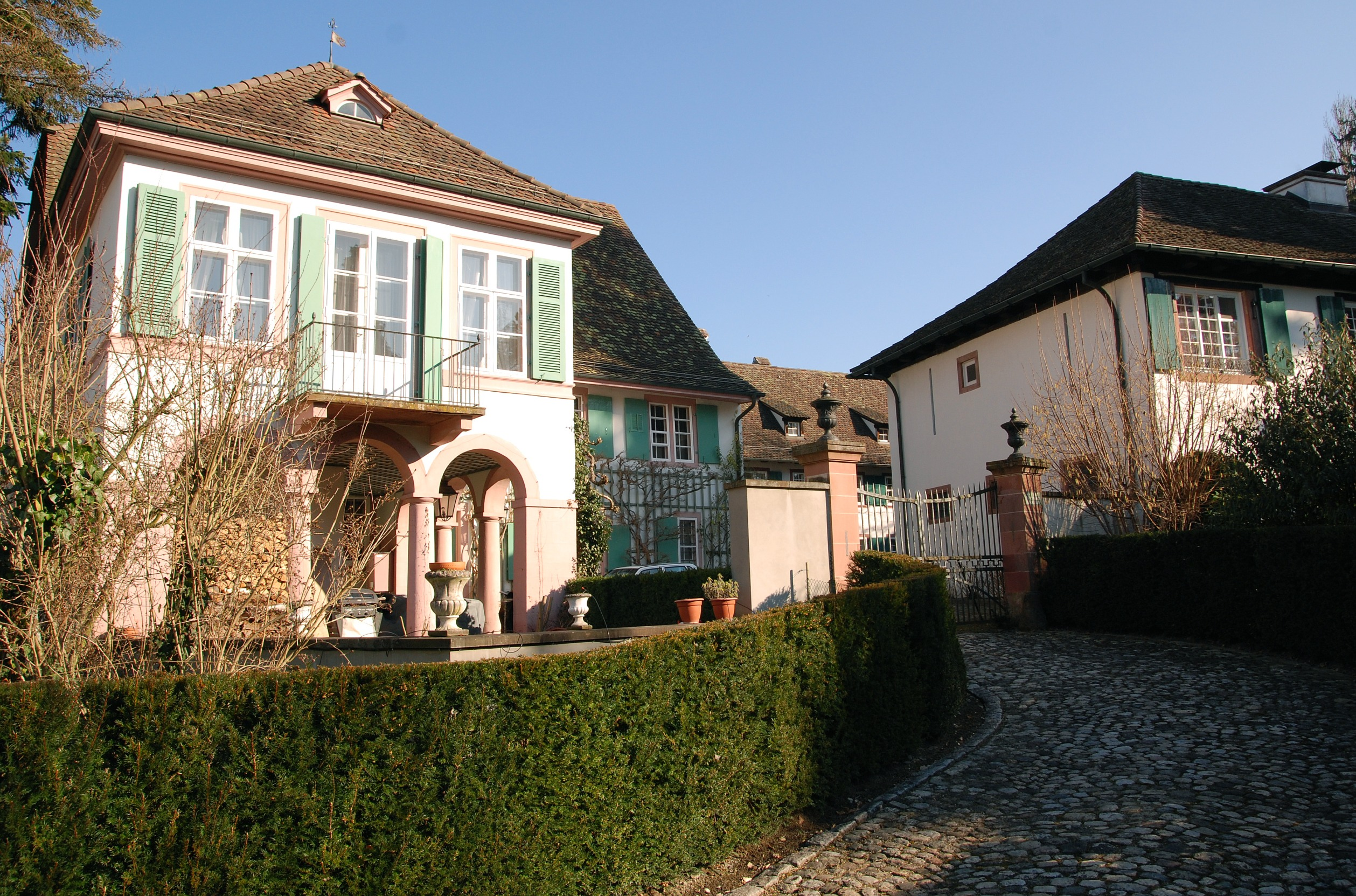
Eingang zum «alten» Wenken

Mit dem Alten Wenkenhof meint man die Häusergruppe, die sich schräg gegenüber der Villa, der Neue Wenken, befindet. Diese Baugruppe setzt sich aus einem historisch gewachsenen Hofkomplex zusammen, wie er für bäuerliche Gutsbetriebe seit dem Mittelalter üblich war. Dessen Fundamente gehen vermutlich bis in die romanische Zeit zurück.
Die Baugruppe besteht aus Gebäuden unterschiedlicher Stilrichtungen. Erhalten geblieben ist die Gesamtanlage mit den um einen Innenhof angeordneten vier zentralen Bauten, deren rechteckiger Grundriss von einer Mauer umgeben war.
Der Alte Wenkenhof besteht aus einem Hauptbau, der sich durch einen markanten Treppengiebel auszeichnet, der später durch ein Krüppelwalm ersetzt wurde. Das schlichtere ehemalige Pächterhaus schliesst den Innenhof gegen Osten ab, im Süden steht die vor 1807 erbaute mächtige Hofscheune.
Heute steht die ganze Anlage unter Denkmalschutz und ist Teil des Schweizerischen Inventars der Kulturgüter von nationaler und regionaler Bedeutung im Kanton Basel-Stadt.

## Der Neue Wenken

Das Eingangstor mit den goldenen Hirschen von Jean Goujon

### Bautechnische Daten
Lusthaus von 1736:
- Länge: 24,75 Meter
- Breite: 12 Meter
- Höhe: 9,75 Meter

Neuer Wenkenhof heute:
- Länge: 24,75 Meter
- Breite: 12 Meter
- Höhe: 16,4 Meter

### Die Bauphasen des Neuen Wenkenhofes
| Baujahr | Objekt                          | Bauherr                 | Architekt                  | Baustil                                             |
| ------- | ------------------------------- | ----------------------- | -------------------------- | --------------------------------------------------- |
| 1736    | Lusthaus                        | Johann Heinrich Zaeslin | Johan Carl Hemeling        | Französischer Barock (mehrheitlich Louis XV-Stil)   |
| 1860    | Umbau in ein Wohnhaus           | Martin Buckhardt-His    | Johann Jakob Stehlin d.J.  | Second Empire                                       |
| 1917    | 1. Renovation/Wiederherstellung | Alexander Clavel        | Henry Berthold von Fischer | Barock / Second Empire                              |
| 1973    | 2. Renovation                   | Kanton Basel-Stadt      | Suter & Suter              | Barock (Rekonstruktion des ursprünglichen Baustils) |

### Die Architektur

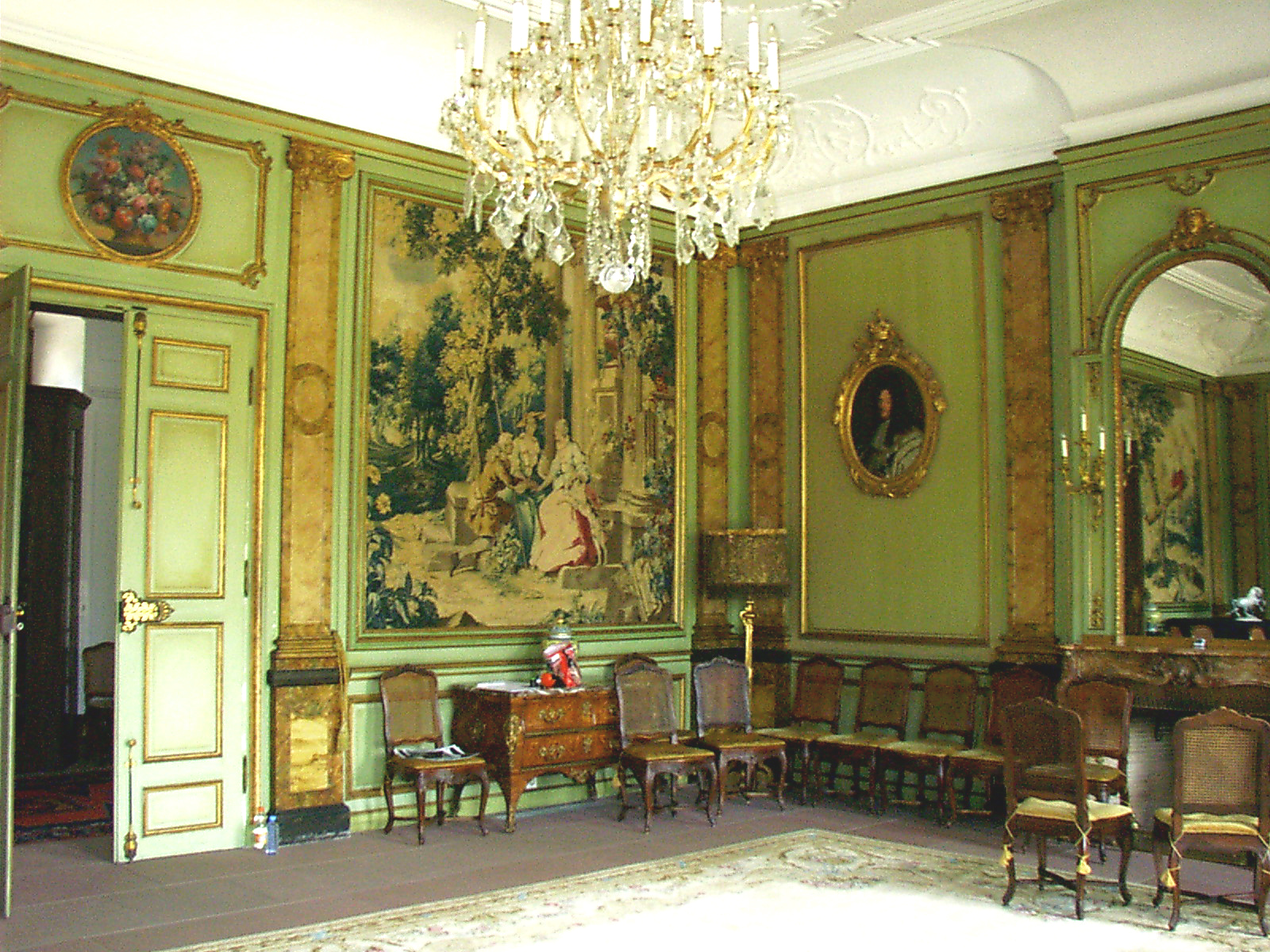
Der mittlere grosse Saal im Erdgeschoss des neuen Wenken im Louis XV-Stil

Der Bauherr Johann Heinrich Zaeslin hatte in jungen Jahren Paris besucht und war von dem Schloss Versailles sehr beeindruckt. Nach dem Vorbild des französischen Barocks liess er sich 1736 auf dem Areal des alten Wenken ein Lusthaus errichten. Das Haus war ein einstöckiger Baukubus mit sieben Achsen, die dementsprechend breit angelegt wurden, während an den Seiten nur je drei Seitenachsen vorhanden waren. Durch den in der Mitte des Hauses platzierten Eingang gelangt man über eine doppelte, mit einem schmiedeeisernen, typisch barocken Geländer versehenen Freitreppe. Über dem vergitterten halbrunden Oberlichtfenster schliesst ein flacher Dreiecksgiebel die mittlere Achse ab. Quaderlinsen rahmen die Gebäudeecken, das Portal und den leicht vortretenden Mittelrisaliten ein. Die Fenster sind mit flachen Stichbogen und schmucklosen Schlusssteinen versehen und heben sich kaum von der Mauerfläche ab; zwischen den Fenstern werden durchgehend dieselben Masse eingehalten. Dieses typisch französische Gliederungssystem des Barocks findet sich auch auf dem zur gleichen Zeit erbauten Ramsteinerhof in Basel-Stadt.

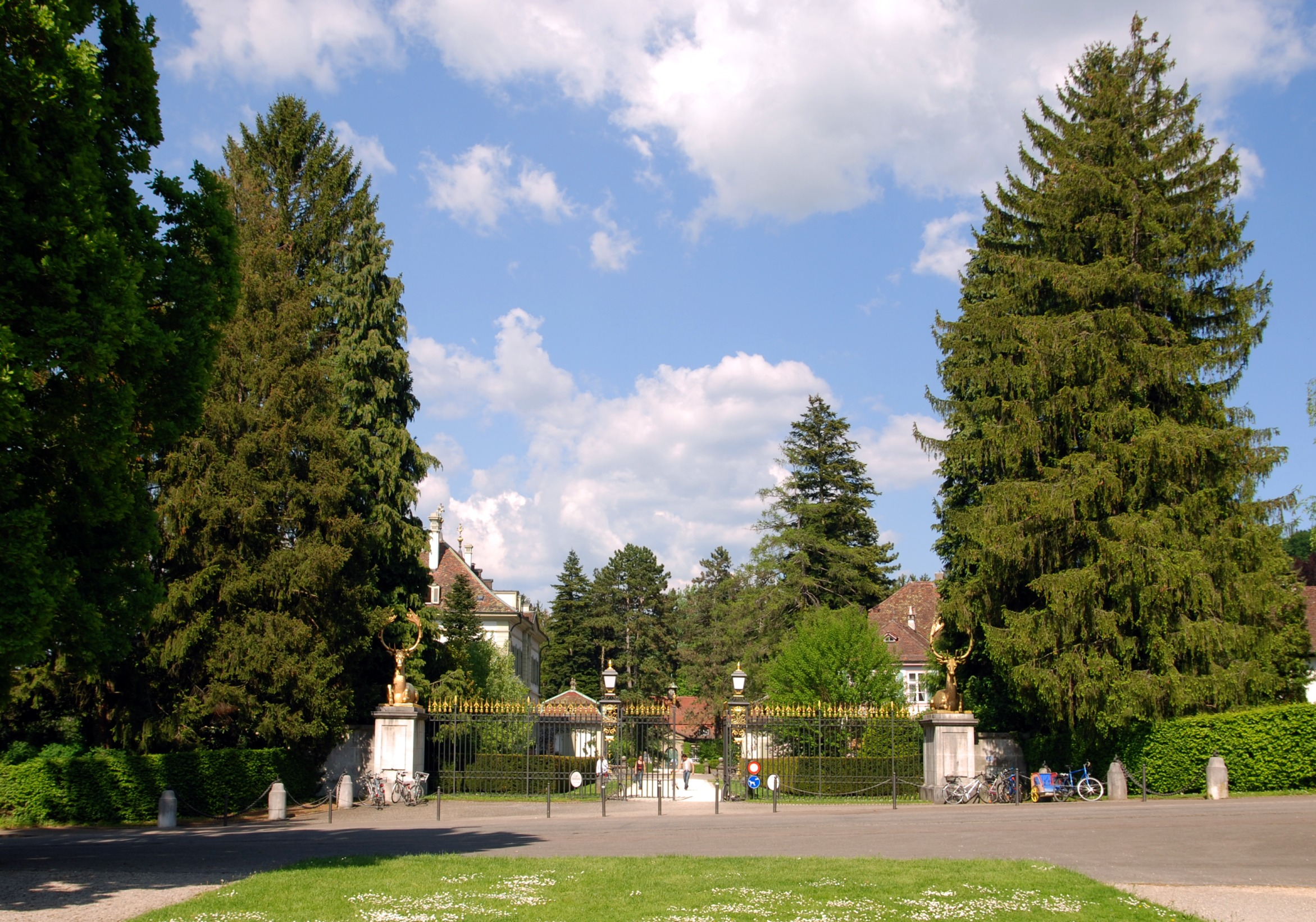
Eingang des Wenkenhofs

Ein wohlproportioniertes Dach mit Lukarnen und einem mittleren Glockentürmchen deckt den niederen Pavillonbau. 1860 liess Martin Burckhardt-Bischoff den einstöckigen Sommerpavillon in ein selbstständiges Wohnhaus umwandeln. Als Vertreter des Second Empire Stils verwendete der Architekt für die Konstruktion der Aufstockung neue Materialien, wie gusseiserne Elemente und viel Glas, so dass eine Loggiawohnung, ohne Übereinstimmung mit der Mauer- und Fensterstruktur des Erdgeschosses entstand. Die Veränderung sieht man am deutlichsten an der Gartenfront: Der Dreiecksgiebel wurde nicht hochgezogen, sondern durch ein grosses befenstertes Attikageschoss auf dem flachen Dach ersetzt.
Nach der Übernahme des Wenkenhofes 1917 betrachtete Alexander Clavel die «Wiederherstellung» des barocken Baudenkmals als eine der ersten Aufgaben. Mit Hilfe eines Berner Architekten liess er die wohlproportionierten Fenster- und Mauergliederung des ursprünglichen Erdgeschosses so anpassen, dass ein nahtloser Übergang der Stockwerke wieder erreicht wurde. Eine der wichtigsten Korrekturen betraf den Mittelrisaliten zum Garten. Er erhielt wiederum ein reliefverziertes Giebeldreieck an Stelle des Attikaabschlusses, und auch das Dach wurde den früheren Massverhältnissen angeglichen, indem man es erhöhte.

### Die Innenarchitektur

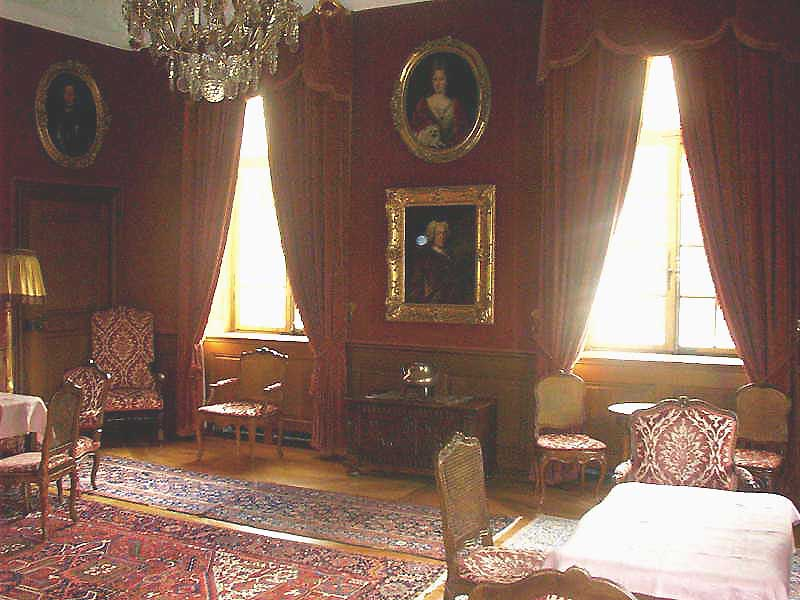
Der ehemalige Raucherraum (Fumoir) im Erdgeschoss des neuen Wenken, mehrheitlich im Louis XV-Stil

Das französische Gesetz der Symmetrie bestimmt ebenfalls die Anordnung der Innenräume. Das ursprüngliche Vestibül in der Mitte beim Eingang, wird auf beiden Seiten von je zwei kleinen getrennten Zimmern flankiert. Die schmale Halle am Eingang war damals noch ohne Treppe, weil zur Zeit Zaeslins ja kein Obergeschoss vorhanden war. Auf der Stadtseite ist das äusserste Zimmer als intimes Boudoir gestaltet. Eine besonders schmucke, mit Gold verzierte Stuckdecke überzieht die ganze Fläche des Plafonds; die Ornamentik steht dem Régencestil näher als dem Barock. Auf der Gartenseite liegen die drei grossen Festsäle, in der Mitte mit drei Fenstertüren, seitlich mit je zwei Fenstern. Diese Säle sind jeweils durch Türen, die an einer Fluchtlinie liegen, miteinander verbunden. Grazile Stuckdekorationen zieren die Plafonds der Säle. Eine Küche und Schlafstuben fehlten in diesem Haus. Die Speisen wurden über den Vorhof zugetragen, zum Wohnen und Schlafen hatten sich Generationen von Bewohnern in dem Altbau nach ihrem Geschmack eingerichtet.
Die heutige Ausstattung des Erdgeschosses, das für gesellschaftliche Anlässe offensteht, hat Clavel durch Ankäufe von Kunstgegenständen, vorwiegend aus dem 18. und 19. Jahrhundert, ergänzt. Im sogenannten Sommerhaus, dem mittleren, grossen Gartensaal, verdienen erwähnt zu werden: die Kopien der Bildnisse der französischen Könige Ludwig XIV. und Ludwig XV., die beiden Beauvais-Tapisserien, Marmor-Cheminée mit Spiegel und das Wasserbecken aus Paris.
1973 wurde die Villa innen zum zweiten Mal komplett saniert. Auftraggeber waren Dr. Matter, der für die Finanzen zuständig war, und Herr Lauber von der kantonalen Denkmalpflege. Ebenfalls wurde nun eine Küche und Garderoben ins Erdgeschoss eingebaut. Das Ziel des Kantons war, dass die Villa für Konzerte und private Feste zur Verfügung stehen soll. Bei den Bauarbeiten wurde die komplette Innenausstattung in der Reiterhalle untergebracht, was aber zur Folge hatte, dass dort mehrmals eingebrochen wurde und einige kleinere, wertvolle Objekte gestohlen wurden.

### Der Garten

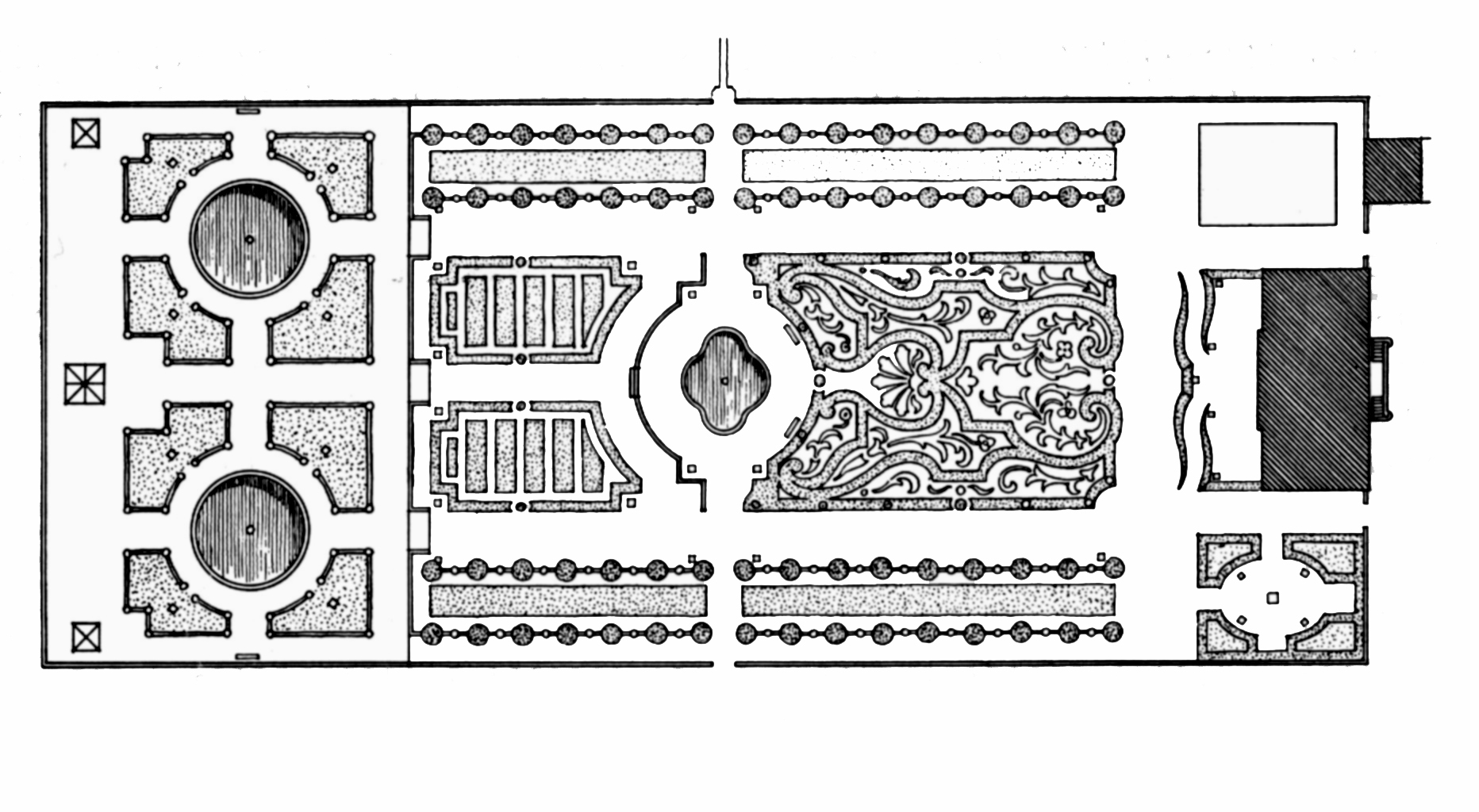
Entwurf des französischen Barockgartens von André Le Nôtre (1613–1700) um 1737

Grundsätzlich kann man den Garten des Wenkenhofs in zwei Anlagen aufteilen: in den französischen Garten und in den neuen grossen Wenkenpark.
Der französische Barockgarten wurde gleich nach Fertigstellung des Lusthauses anno 1736 errichtet. Dieser Garten ist als eine Weiterführung der Innenräume zu verstehen, was ein wichtiges Merkmal der Barockgärten ist. Die streng geometrische, auf die Achse bezogene Ordnung des Gartens wurde von André Le Nôtre (1613–1700) entworfen. Mittendrin befand sich ein Springbrunnen, dessen Ecken jeweils von einer antiken Götterstatue markiert wurde. Unterhalb des Bassins folgten zwei Teppichbeete, bevor das etwas tiefer liegende Boskettfeld den Garten abschliesst. Das obere Broderieparterre dagegen zeigt diese typischen barocken Textilmuster, die durch Buchsrabatten gestaltet wurden.
Um 1805 richtete der Landschaftsarchitekt Achilles Huber den Garten im damals sehr populären «englischen Stil» um. Die streng geometrischen Ordnungen wurden nun durch bunte und lockere Blumenbeete ersetzt und das abschliessende Gartenstück im Norden erhielt eine Rasenlandschaft mit locker verteilten Baum- und Strauchgruppen.
Anfang des 20. Jahrhunderts rekonstruierte Claver den englischen Garten einigermassen in den Urzustand zurück.
Der Wenkenpark war bis im frühen 20. Jahrhundert hinein eine grössere Sammlung von Obstkulturen. Clavel liess auf dem leerstehenden Grundstück einen grossangelegten Park, mit rund 8000 verschiedenen Sträuchern und Bäumen pflanzen. Ebenfalls liess er eine offene Reiterbahn, eine Reiterhalle, einen Weiher und daneben ein Lattenwerkpavillon bauen. Heute bewachen wieder die beiden bleigegossenen und goldig angestrichenen Hirsche vom Pariser Bildhauer Plumet, nach dem Vorbild von Jean Goujon (Mitte des 16. Jahrhunderts) das monumentale barocke Eingangstor. Diese Hirsche wurden im Jahr 2000, in Zusammenarbeit mit der Basler Denkmalpflege und vom Bildhauer Josef Ineichen, durch zwei Abgüsse aus Aluminium ersetzt.